# 稲賀幸
稲賀 幸（いなが こう、1894年（明治27年）12月13日 - 1974年（昭和49年）10月）は日本の医師。元稲賀外科医院長。元鳥取県会議長稲賀龍二の孫。妹しげのは元郵政大臣手島栄の妻。鳥取県済生会境港総合病院院長稲賀潔の祖父。

## 経歴
鳥取県境港市上道町出身。
米子中学（現米子東高校）、京都の第三高等学校を経て
大正10年（1921年）東大医学部卒業。東大外科教室勤務。
大正11年（1922年）順天堂医院レントゲン科兼務。
大正14年（1925年）米子病院外科部長。
昭和20年（1945年）米子医専教授。昭和23年（1948年）
退官し上道に稲賀外科医院を開業。
西伯郡医師会長及び鳥取県医師会副会長、鳥取県西部医師会副会長、上道公民館長も歴職した。

## 人物像
趣味は囲碁、謡曲、写真。宗教は大社教。住所は境港市上道町。

## 家族 親族

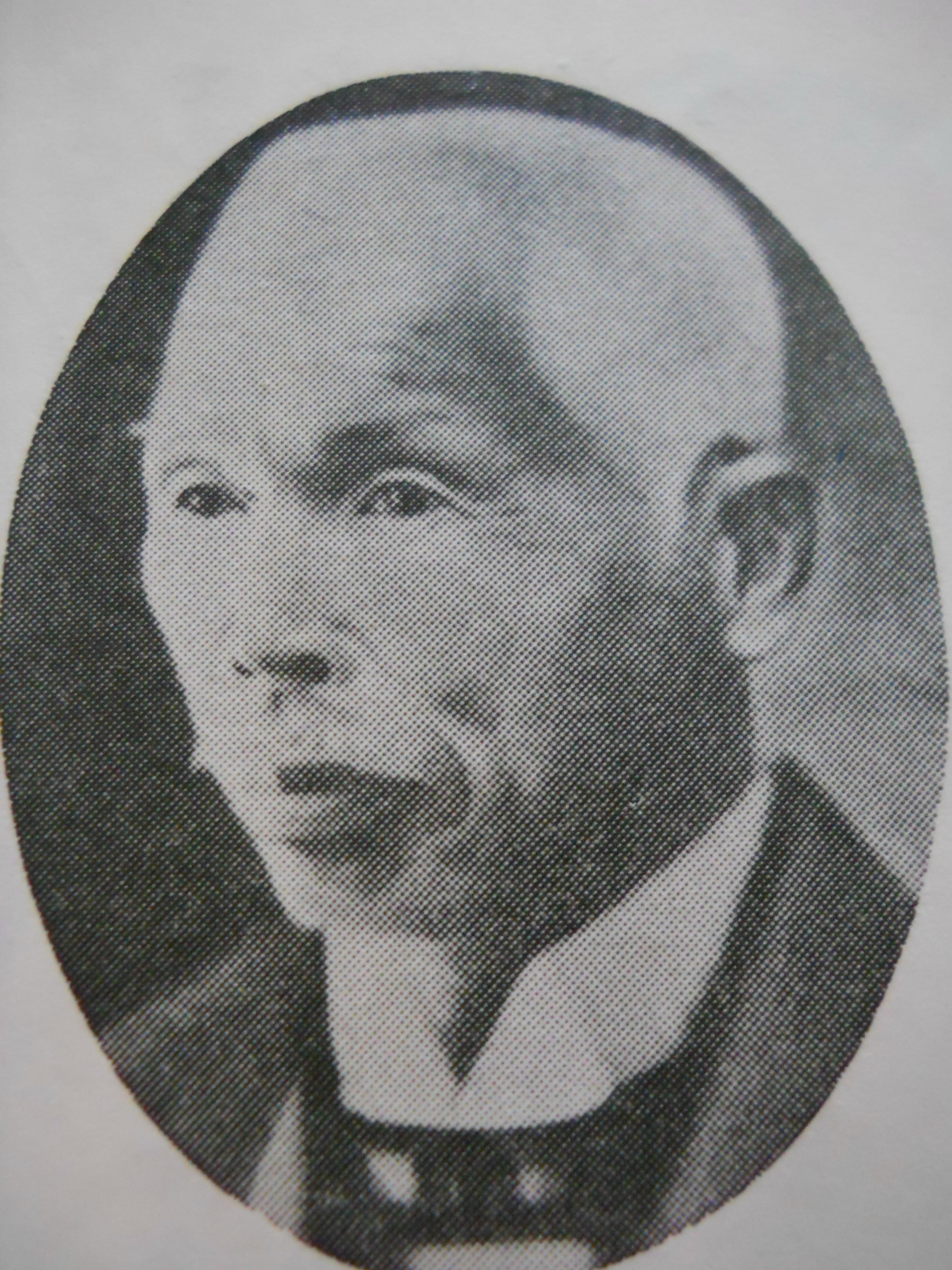
祖父・稲賀龍二

- 妹・しげの（官僚、政治家･元郵政大臣手島栄の妻）
- 妻・節子（米子市道笑町、三好盛一の姉）[1]

## 叙位叙勲
- 昭和42年（1967年）秋 - 勲五等双光旭日章受章[2]。